# زورق طربيد

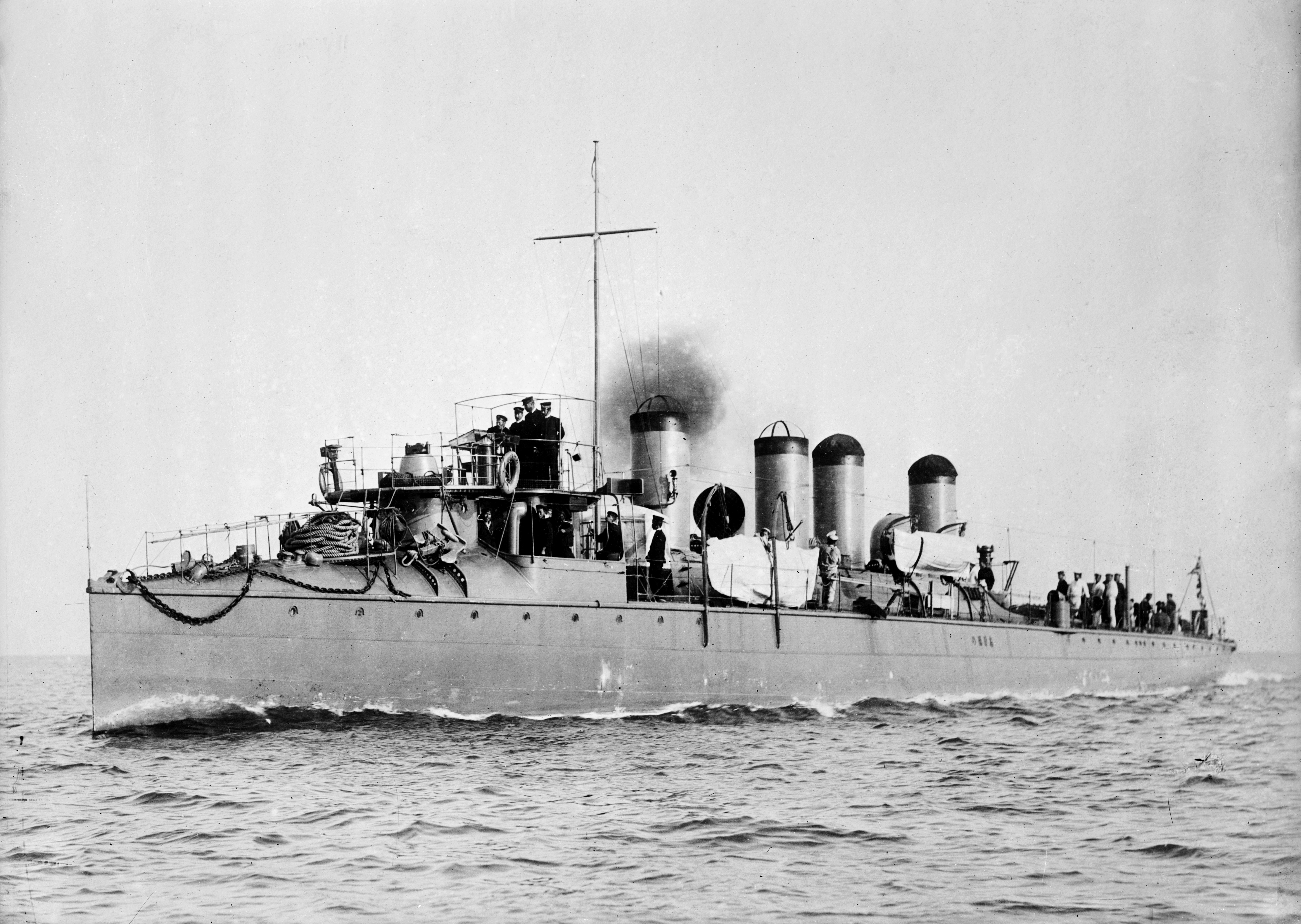
زورق طربيد للبحرية الإمبراطورية اليابانية بحجم إزاحة 400 طن

الزورق الرعاد أو النَّسَّافة أو الزورق النساف أو زورق طربيد هو زورق صغير نسبياً وسريع صمم لتجهيزه بصواريخ الطربيد لمجابهة البارجات والسفن الكبيرة المثقلة بالدروع في الاساطيل البحرية، صممت أول زوارق الطربيد بعد عام 1860 بعد أن استفاد ضابط البحرية الإمبراطورية النمساوية المجرية من الطربيد، ثم شاع بعدها استخدام زوارق الطوبيد لا سيما في الحربين العالميتين حيث تمكنت زوارق الطربيد من اغراق القطع البحرية الضخمة، يراوح طول زروق الطربيد من 15 إلى 30 متر بسرعة قصوى تراوح من 30 إلى 50 عقدة (56 إلى 93 كم/س).